# Velika nagrada Brazilije 2010
Velika nagrada Brazilije 2010 je osemnajsta dirka Svetovnega prvenstva Formule 1 v sezoni 2010. Odvijala se je 7. novembra 2010 na dirkališču Autódromo José Carlos Pace v predmestju São Paula. Zmagal je Sebastian Vettel, drugo mesto je osvojil Mark Webber, oba Red Bull-Renault, tretji pa je bil Fernando Alonso, Ferrari.
Kvalifikacije so potekale na občasno mokri stezi, svoj prvi najboljši štartni položaj pa je presenetljivo osvojil Nico Hülkenberg, Williams-Cosworth. Na štartu je povedel Sebastian Vettel z drugega štartnega mesta, tudi Mark Webber je kmalu prehitel Hülkenberg, Fernando Alonso pa tako Lewisa Hamltona, kot tudi Hülkenberga v sedmem krogu. Ker je slednji zadrževal ostale dirkače, so si vodilni trije ustvarili večjo prednost, Jenson Button pa je z zgodnjim postankom veliko pridobil. Postanki niso spremenili vrstnega reda pri vrhu, kot tudi ne varnostni avto dvajset krogov pred koncem. Z zmago se je Vettel vodilnem v prvenstvu Alonsu približal na petnajst točk, Webber pa na osem. Moštvo Red Bulla pa je z dvojno zmago že osvojilo svoj prvi konstruktorski naslov v šestem letu sodelovanja v Formuli 1.

## Rezultati
* - kazen.

### Kvalifikacije
| Poz | Št | Dirkač             | Konstruktor          | 1. del   | 2. del   | 3. del   | Št. m. |
| --- | -- | ------------------ | -------------------- | -------- | -------- | -------- | ------ |
| 1   | 10 | Nico Hülkenberg    | Williams-Cosworth    | 1:20,050 | 1:19,144 | 1:14,470 | 1      |
| 2   | 5  | Sebastian Vettel   | Red Bull-Renault     | 1:19,160 | 1:18,691 | 1:15,519 | 2      |
| 3   | 6  | Mark Webber        | Red Bull-Renault     | 1:19,025 | 1:18,516 | 1:15,637 | 3      |
| 4   | 2  | Lewis Hamilton     | McLaren-Mercedes     | 1:19,931 | 1:18,921 | 1:15,747 | 4      |
| 5   | 8  | Fernando Alonso    | Ferrari              | 1:18,987 | 1:19,010 | 1:15,989 | 5      |
| 6   | 9  | Rubens Barrichello | Williams-Cosworth    | 1:19,799 | 1:18,925 | 1:16,203 | 6      |
| 7   | 11 | Robert Kubica      | Renault              | 1:19,249 | 1:18,877 | 1:16,552 | 7      |
| 8   | 3  | Michael Schumacher | Mercedes             | 1:19,879 | 1:18,923 | 1:16,925 | 8      |
| 9   | 7  | Felipe Massa       | Ferrari              | 1:19,778 | 1:19,200 | 1:17,101 | 9      |
| 10  | 12 | Vitalij Petrov     | Renault              | 1:20,189 | 1:19,153 | 1:17,656 | 10     |
| 11  | 1  | Jenson Button      | McLaren-Mercedes     | 1:19,905 | 1:19,288 |          | 11     |
| 12  | 23 | Kamui Kobajaši     | BMW Sauber-Ferrari   | 1:19,741 | 1:19,385 |          | 12     |
| 13  | 4  | Nico Rosberg       | Mercedes             | 1:20,153 | 1:19,486 |          | 13     |
| 14  | 17 | Jaime Alguersuari  | Toro Rosso-Ferrari   | 1:20,158 | 1:19,581 |          | 14     |
| 15  | 16 | Sébastien Buemi    | Toro Rosso-Ferrari   | 1:20,096 | 1:19,847 |          | 19*    |
| 16  | 22 | Nick Heidfeld      | BMW Sauber-Ferrari   | 1:20,174 | 1:19,899 |          | 15     |
| 17  | 15 | Vitantonio Liuzzi  | Force India-Mercedes | 1:20,592 | 1:20,357 |          | 16     |
| 18  | 14 | Adrian Sutil       | Force India-Mercedes | 1:20,830 |          |          | 22*    |
| 19  | 24 | Timo Glock         | Virgin-Cosworth      | 1:22,130 |          |          | 17     |
| 20  | 18 | Jarno Trulli       | Lotus-Cosworth       | 1:22,250 |          |          | 18     |
| 21  | 19 | Heikki Kovalainen  | Lotus-Cosworth       | 1:22,378 |          |          | 20     |
| 22  | 25 | Lucas di Grassi    | Virgin-Cosworth      | 1:22,810 |          |          | 21     |
| 23  | 20 | Christian Klien    | HRT-Cosworth         | 1:23,083 |          |          | 23     |
| 24  | 21 | Bruno Senna        | HRT-Cosworth         | 1:23,796 |          |          | 24     |

### Dirka
| Poz | Št | Dirkač             | Konstruktor          | Krogi | Čas/Odstop  | Št. m. | Toč |
| --- | -- | ------------------ | -------------------- | ----- | ----------- | ------ | --- |
| 1   | 5  | Sebastian Vettel   | Red Bull-Renault     | 71    | 1:33:11,803 | 2      | 25  |
| 2   | 6  | Mark Webber        | Red Bull-Renault     | 71    | +4,243      | 3      | 18  |
| 3   | 8  | Fernando Alonso    | Ferrari              | 71    | +6,807      | 5      | 15  |
| 4   | 2  | Lewis Hamilton     | McLaren-Mercedes     | 71    | +14,634     | 4      | 12  |
| 5   | 1  | Jenson Button      | McLaren-Mercedes     | 71    | +15,593     | 11     | 10  |
| 6   | 4  | Nico Rosberg       | Mercedes             | 71    | +35,320     | 13     | 8   |
| 7   | 3  | Michael Schumacher | Mercedes             | 71    | +43,456     | 8      | 6   |
| 8   | 10 | Nico Hülkenberg    | Williams-Cosworth    | 70    | +1 krog     | 1      | 4   |
| 9   | 11 | Robert Kubica      | Renault              | 70    | +1 krog     | 7      | 2   |
| 10  | 23 | Kamui Kobajaši     | BMW Sauber-Ferrari   | 70    | +1 krog     | 12     | 1   |
| 11  | 17 | Jaime Alguersuari  | Toro Rosso-Ferrari   | 70    | +1 krog     | 14     |     |
| 12  | 14 | Adrian Sutil       | Force India-Mercedes | 70    | +1 krog     | 22     |     |
| 13  | 16 | Sébastien Buemi    | Toro Rosso-Ferrari   | 70    | +1 krog     | 19     |     |
| 14  | 9  | Rubens Barrichello | Williams-Cosworth    | 70    | +1 krog     | 6      |     |
| 15  | 7  | Felipe Massa       | Ferrari              | 70    | +1 krog     | 9      |     |
| 16  | 12 | Vitalij Petrov     | Renault              | 70    | +1 krog     | 10     |     |
| 17  | 22 | Nick Heidfeld      | BMW Sauber-Ferrari   | 70    | +1 krog     | 15     |     |
| 18  | 19 | Heikki Kovalainen  | Lotus-Cosworth       | 69    | +2 kroga    | 20     |     |
| 19  | 18 | Jarno Trulli       | Lotus-Cosworth       | 69    | +2 kroga    | 18     |     |
| 20  | 24 | Timo Glock         | Virgin-Cosworth      | 69    | +2 kroga    | 17     |     |
| 21  | 21 | Bruno Senna        | HRT-Cosworth         | 69    | +2 kroga    | 24     |     |
| 22  | 20 | Christian Klien    | HRT-Cosworth         | 65    | +6 krogov   | 23     |     |
| NC  | 25 | Lucas di Grassi    | Virgin-Cosworth      | 62    | +9 krogov   | 21     |     |
| Ods | 15 | Vitantonio Liuzzi  | Force India-Mercedes | 49    | Trčenje     | 16     |     |